# نرم افزار های آزاد
فهرست نرم‌افزارهای آزاد (FSD) پروژه‌ای از بنیاد نرم‌افزار آزاد (FSF) است. این فهرست، نرم‌افزار آزاد که روی سیستم‌های عامل آزاد—به‌ویژه گنو و لینوکس—اجرا می‌شود را فهرست‌بندی می‌کند. پروژه‌های فهرست‌بندی شده اغلب قابلیت اجرا در چندین سیستم عامل دیگر را نیز دارند. این پروژه پیش‌تر با همکاری یونسکو اداره می‌شد.
برخلاف برخی فهرست‌های دیگر که بر نرم‌افزار آزاد تمرکز دارند، کارکنان فهرست نرم‌افزارهای آزاد، مجوزهای نرم‌افزارهای فهرست‌شده در این دایرکتوری را تأیید می‌کنند.

## رشد پوشش و کاربردها
FSD به عنوان منبعی برای ارزیابی سهم نرم‌افزار آزاد استفاده شده است، به عنوان مثال در سپتامبر ۲۰۰۲ تعداد «۱۵۵۰ ورودی، که از این میان ۱۳۶۳ (۸۷٫۹٪) از مجوز GPL، ۱۰۳ (۶٫۶٪) از مجوز LGPL، ۳۲ (۲٫۰٪) از مجوز BSD یا مشابه BSD، ۲۹ (۱٫۹٪) از مجوز Artistic، ۵ (۰٫۳٪) از مجوز MIT استفاده می‌کردند» یافت شد. تا سپتامبر ۲۰۰۹، این فهرست ۶٬۰۰۰ بسته را فهرست کرده بود که تعداد آن‌ها تا اکتبر ۲۰۱۱، زمانی که نسخه به‌روزشده جدید فهرست راه‌اندازی شد، به ۶٬۵۰۰ افزایش یافت. تمام بسته‌های فهرست‌شده «برای هر کاربر کامپیوتر آزاد هستند تا دانلود، اجرا و به اشتراک بگذارد. هر ورودی به صورت جداگانه بررسی و آزمایش شده است … بنابراین کاربران می‌دانند که هر برنامه‌ای که در فهرست می‌یابند واقعاً نرم‌افزار آزاد خواهد بود … با مستندات آزاد و بدون نیازمندی‌های نرم‌افزار انحصاری».
چندین انتشارات علمی این فهرست را بررسی کرده یا به آن ارجاع داده‌اند. اشاره شده است که این فهرست «تنها شامل نرم‌افزارهایی است که روی سیستم‌های عامل آزاد اجرا می‌شوند. فهرست نرم‌افزار آزاد FSF/یونسکو همچنین یک پروژه مشارکتی است که یک رابط وب برای کاربران ارائه می‌دهد تا ورودی‌ها را وارد و به‌روزرسانی کنند».
در میان مسائل انتقادی نسخه قبلی، اشاره شده است که در حالی که «نرم‌افزارهای موجود با استفاده از انواع متادیتای متنی توصیف می‌شوند، از جمله اجزایی که یک قطعه خاص از نرم‌افزار به آن‌ها وابسته است»، «متأسفانه، این وابستگی‌ها تنها با نام فهرست می‌شوند و پیدا کردن و بازیابی آن‌ها به عهده کاربر گذاشته شده است».
از سوی دیگر، دقت بررسی فهرست در مورد مجوزها تأیید شده است.
بررسی کد از هیئت تحریریه فهرست برای به دست آوردن آمار در مورد زیرمجموعه‌های بسته‌های نرم‌افزار آزاد که به‌طور قابل اعتماد بر اساس مجوز خوشه‌بندی شده‌اند، مناسب است.
در سپتامبر ۲۰۱۱، فهرست نرم‌افزار آزاد به عنوان یک ویکی، با استفاده از مدیاویکی و افزونه مدیاویکی معنایی، مجدداً پیاده‌سازی شد تا به کاربران اجازه دهد مستقیماً به محتوای آن اضافه کرده و آن را اصلاح کنند.
مدیاویکی معنایی، فهرست را با فناوری‌های وب معنایی تأمین می‌کند با افزودن «قابلیت‌های پیشرفته جستجو و ارائه، ساختاربندی شده برای مفید بودن برای خواندن توسط انسان‌ها و برنامه‌های استخراج داده».
نسخه جدید فهرست به گونه‌ای طراحی شده است که کشف و استخراج اطلاعات در مورد برنامه‌های نرم‌افزار آزاد را با معناشناسی تسهیل و پشتیبانی کند. «یک سیستم دسته‌بندی گسترده و انعطاف‌پذیر، به علاوه بیش از ۴۰٬۰۰۰ کلیدواژه و بیش از ۴۰ فیلد اطلاعاتی مختلف، هم جستجوی ساده و هم پیشرفته را تقویت می‌کند».
یک نمای کلی اخیر از طبقه‌بندی پروژه‌های بررسی‌شده و پذیرفته‌شده در فهرست به شرح زیر است:
- دسترسی‌پذیری
- حسابداری
- دفترچه آدرس
- آدرس‌ها
- آرشیو
- صوتی
- بارکدها
- بارکدگذاری
- بیت‌کوین
- طراحی به کمک کامپیوتر
- محاسبه
- تقویم
- خط فرمان
- فشرده‌سازی
- کنسول
- کپی‌کردن
- دیمون
- پایگاه داده
- بهبود دسکتاپ
- پست الکترونیکی
- کتاب‌های الکترونیکی
- تجارت الکترونیک
- ویرایش
- آموزش
- ایمیل
- فکس
- فکس‌کردن
- مدیر فایل
- رابط کاربری
- بازی‌کردن
- برنامه گنوم
- گرافیک
- سرگرمی‌ها
- اچ‌تی‌ام‌ال
- تصاویر
- رابط
- برنامه اینترنتی
- برنامه کی‌دی‌ای
- کتابخانه
- ارتباطات زنده
- بومی‌سازی
- ریاضیات
- میکس‌کردن
- سازماندهی
- مدیریت اطلاعات شخصی
- پخش
- چاپ
- بهره‌وری
- مدیریت پروژه
- خواندن
- علم
- امنیت
- توسعه نرم‌افزار
- تخصصی
- صفحه گسترده
- اس‌کیوال
- بازار سهام
- ذخیره‌سازی
- مدیریت سیستم
- تلفن
- متن
- ایجاد متن
- زمان‌بندی
- ردیاب زمان
- ویدیو
- وب
- نویسندگی وب
- مدیر پنجره
- سیستم پنجره ایکس
- ایکس‌ام‌ال